# Traga (álbum)
Traga es el segundo álbum de la banda chilena Fiskales Ad-Hok, lanzado en 1995 bajo Culebra Discos, subsello de BMG, una discográfica multinacional. Luego de lanzar este álbum, Fiskales Ad-Hok deciden que no se sienten cómodos en su lugar de trabajo, así que fundan una discográfica independiente ellos mismos, C.F.A. - Corporación Fonográfica Autónoma -, bajo la cual lanzarían todos sus trabajos posteriores.

## Canciones
1. Río Abajo
2. Carlitos Jesús
3. Perra
4. No estar Aquí
5. Algo
6. Gris
7. Eugenia
8. El perro del Regimiento
9. Fuga
10. El Circo
11. Tevito
12. Con Nuestras Manos
13. Banderitas y Globos (Cover de Sumo)

## Miembros
- Álvaro España - voz
- Víbora - guitarra
- Micky - batería
- Roly Urzua - bajo

- Datos: Q6151488